# Arma-Goddamn-Motherfuckin-Geddon
«Arma-Goddamn-Motherfuckin-Geddon» — перший офіційний сингл американського гурту Marilyn Manson з їхнього сьомого студійного альбому The High End of Low. Композиція також є на саундтреці відеогри Saints Row: The Third. До студійної платівки також увійшов ремікс на цю пісню, зроблений гуртом Teddybears.

## Інформація про пісню
У червневому номері журналу Revolver з'явилося інтерв'ю Меріліна Менсон, в якому він заявив:
| Ліві лапки | Я був абсолютно на 100% упевнений, що лейбл не захоче випустити цю пісню синглом. Одна з причин її написання — просто розлютувати їх. Подібні речі постійно злітають з моїх уст. Дехто вважає, що у мене в мозку хромосомна хвороба й через це я складаю такі образливі слова та фрази. Я називаю це «особливою здатністю супергероя». | Праві лапки |

## Відеокліп

### Концепція та зйомка
3 квітня лейбл Polydor Records нагадав про раніше непідтверджене відео на «Arma-goddamn-motherfuckin-geddon», заявивши, що його вихід слід очікувати не раніше 17 квітня. 6 квітня оприлюднили світлини й відео зі знімального майданчика, які були зроблені між 4 та 5 квітня 2009 р. Режисер: Делані Бішоп.
В одній сцені фронтмен стоїть на подіумі, подібного до того, який використовується під час живого виконання пісні «Antichrist Superstar», проте замість логотипу блискавки спереду на ньому розміщена емблема долару. Кілька таких логотипів також висять позаду Менсона. В іншій сцені лідер групи співає, стоячи на капоті патрульної поліцейської машини, будучи оточеним пікетувальницями, які тримають у руках транспаранти. Ролі протестувальниць виконали моделі із сайту SuicideGirls.com.
Менсон сказав, що для зйомки кліпу задіяли «30 чи 40 камер», але для остаточного відео використали матеріал, знятий лише двома відеокамерами. Фронтмен також заявив, що він написав пісню після того, як він прямуючи на машині до студії, став свідком запеклого конфлікту з поліцією.

### Вихід кліпу
Британський телеканал Channel 4 повідомив, що прем'єра відеокліпу відбудеться 18 квітня в ранні години, проте «у зв'язку з непередбаченими обставинами відео не доставили вчасно Channel 4 для демонстрації». 14 травня кліп, у якому присутні Менсон, Твіґґі, Кріс Вренна та Джинджер Фіш, дебютував у цензурованому вигляді на NME.com. За кілька годин він з'явився в нецензурованому вигляді на офіційному сайті гурту.
У серпні 2009 режисерська версія з'явилась у блозі Делані Бішоп. Уривок з неї потім з'явився на офіційному сайті та YouTube-каналі режисера. Він містить матеріал повністю відмінний від оригіналу. В уривку звучить лише другий куплет пісні.

## Список пісень
Британський CD-сингл
1. «Arma-goddamn-motherfuckin-geddon» (Album Version)
2. «Arma-goddamn-motherfuckin-geddon» (The Teddybears Remix)

Британський 7" сингл
1. «Arma-goddamn-motherfuckin-geddon» (Album Version)
2. «Arma-goddamn-motherfuckin-geddon» (Alternate Version)

Британський промо-CD
1. «Arma-goddamn-motherfuckin-geddon» (The Teddybears Remix)
2. «Arma-goddamn-motherfuckin-geddon» (The Teddybears — Ultra-Clean Remix)
3. «Arma-goddamn-motherfuckin-geddon» (Album Version)
4. «Arma-goddamn-motherfuckin-geddon» (Ultra-Clean Version)

Європейський CD-сингл
1. «Arma-goddamn-motherfuckin-geddon» (Album Version)
2. «Arma-goddamn-motherfuckin-geddon» (The Teddybears Remix)
3. «Arma-goddamn-motherfuckin-geddon» (Alternate Version)
4. «Arma-goddamn-motherfuckin-geddon» (Clown/Slipknot ~ Fuck the God Damn TV and Radio Remix)

Покупці альбому на Play.com також отримують ремікс гурту Slipknot як ексклюзивне завантаження музики.

## Чартові позиції
| Чарт (2009)                                   | Найвища позиція |
| --------------------------------------------- | --------------- |
| Велика Британія (The Official Charts Company) | 114             |
| Німеччина (Media Control Charts)              | 67              |
| US Billboard Mainstream Rock Tracks           | 37              |
| Швеція (Sverigetopplistan)                    | 48              |